# Harold Clayton Urey
Harold Clayton Urey (født 29. april 1893 i Walkterton, død 5. januar 1981 i La Jolla) var en amerikansk fysisk kemiker, hvis pionerarbejder inden for isotoper gav ham Nobelprisen i kemi i 1934 for opdagelsen af deuterium. Han spillede en betydningsfuld rolle i udviklen af atombomben, men er muligvis mest kendt for sine bidrag til teorier om udvikling af organisk liv fra ikke-levende materiale.
Urey blev født i Walkerton, Indiana og studerede termodynamik under Gilbert N. Lewis på University of California. Efter at have modtaget sin Ph.d.-grad i 1923 modtog han et fellowship fra the American-Scandinavian Foundation til at studere på Niels Bohr Institutet på Københavns Universitet i Danmark. Han var forskningsassistent på Johns Hopkins University inden han blev associate professor i kemi på Columbia University. I 1931 begyndte han at arbejde på separation af isotoper, hvilket resulterede i opdagelsen af deuterium.
Under anden verdenskrig begyndte han at forske i problemet med uranberigelse. Han ledede en gruppe på Columbia University der udviklede isotopseparation der benyttede gasdiffusion. Metoden blev succesfuldt udviklet, så det blev den eneste metode, der blev brugt i den tidlige krigsperiode. Efter krigen blev Urey professor i kemi på Institute for Nuclear Studies, og senere professor i kemi på University of Chicago.
Urey forskede også i tidlig liv på Jorden, hvor han antog at atmosfæren givetvis bestod af ammoniak, metan og hydrogen. En af hans studerende fra Chicago, Stanley L. Miller, som i Miller-Urey-eksperimentet viste, at hvis en sådan blanding blev udsat for elektriske gnister og vand, kan det reagere og danne aminosyrer, som almindeligvis bliver betragtet som livets byggeklodser. Arbejde med isotoper af oxygen ledte til nyskabende forskning inden for feltet paleoklimatologi. I 1958 accepterede han en stilling som professor på det nye University of California, San Diego (UCSD), hvor han hjalp med at opbygge den naturvidenskabelige fakultet. Han blev mere og mere interesseret i rumvidenskab, og da Apollo 11 vendte tilbage til prøver af månesten fra Månen undersøgte Urey dem på Lunar Receiving Laboratory.